# Praz-sur-Arly
Praz-sur-Arly ist eine französische Gemeinde im Département Haute-Savoie in der Region Auvergne-Rhône-Alpes.

## Geographie
Praz-sur-Arly liegt auf 1036 m, südwestlich von Megève, etwa 52 Kilometer südöstlich der Stadt Genf (Luftlinie). Das Dorf erstreckt sich am oberen Arly in einer breiten Talsenke in den Savoyer Alpen zwischen der Chaîne des Aravis im Nordwesten und der Kette des Mont Joly im Südosten.
Die Fläche des 22,64 km² großen Gemeindegebiets umfasst einen Abschnitt der Savoyer Alpen. Das Hauptsiedlungsgebiet liegt in der offenen Talsenke von Megève, die von Südwesten nach Nordosten ausgerichtet ist und durch den Arly zur Isère entwässert wird. Der Talboden ist bei Praz-sur-Arly rund 1 km breit. Auf beiden Seiten der Talsenke werden die Hänge durch kurze Erosionstäler untergliedert. Nach Norden reicht das Gemeindeareal über bewaldete Hänge bis auf die Alpweiden von Tête du Torraz (1931 m) und Christomet (1853 m). Im Süden erstreckt sich das Gebiet entlang dem Ruisseau des Varins und dem Ruisseau de Cassio auf den Mont de Vorès (2067 m) und erreicht auf dem Westgrat der Aiguille Croche mit 2282 m die höchste Erhebung von Praz-sur-Arly.
Zu Praz-sur-Arly gehören der Weiler La Tonnaz (1160 m) am nördlichen Talhang des Arly sowie verschiedene Feriensiedlungen und Gehöfte. Nachbargemeinden von Praz-sur-Arly sind La Giettaz im Norden, Megève im Osten, Hauteluce im Süden sowie Notre-Dame-de-Bellecombe und Flumet im Westen.

## Geschichte
Der älteste Ort auf dem Gebiet von Praz-sur-Arly ist La Tonnaz, das bereits 1375 unter dem Namen Thona erwähnt wurde. Erst später entwickelte sich am Verkehrsweg über die Passhöhe von Megève die Ortschaft Praz, früher Pratz geschrieben. Bis 1869 gehörte Praz politisch zur Gemeinde Megève, erst danach wurde es zur selbständigen Gemeinde erhoben, die zunächst den Namen Praz-de-Megève trug. Per Dekret wurde die Gemeinde im Jahre 1907 in Praz-sur-Arly umbenannt, um damit auch die Eigenständigkeit gegenüber Megève besser hervorzuheben.

## Sehenswürdigkeiten
Die Dorfkirche von Praz-sur-Arly wurde 1881 im Stil der Neugotik errichtet und von 1950 bis 1955 umfassend restauriert.
Der Weiler La Tonnaz zeichnet sich durch eine Gruppe traditioneller Bauernhäuser und ein Backhaus aus dem 17. Jahrhundert aus.

## Bevölkerung
| Jahr                       | 1962 | 1968 | 1975 | 1982 | 1990 | 1999 | 2006 |
| Einwohner                  | 529  | 640  | 679  | 767  | 922  | 1081 | 1315 |
| Quellen: Cassini und INSEE |      |      |      |      |      |      |      |

Mit 1289 Einwohnern (Stand 1. Januar 2022) gehört Praz-sur-Arly zu den kleineren Gemeinden des Département Haute-Savoie. Seit Beginn der 1960er Jahre wurde dank der attraktiven Wohnlage eine deutliche Bevölkerungszunahme verzeichnet. In der Nähe der Hauptstraße und an den Hängen wurden verschiedene Einfamilienhaussiedlungen gebaut.

## Wirtschaft und Infrastruktur
Praz-sur-Arly war bis weit ins 20. Jahrhundert hinein ein vorwiegend durch die Landwirtschaft geprägtes Dorf. Heute gibt es verschiedene Betriebe des Kleingewerbes. Viele Erwerbstätige sind Wegpendler, die in den größeren Ortschaften der Umgebung ihrer Arbeit nachgehen. In den letzten Jahrzehnten hat sich Praz-sur-Arly dank seiner Nähe zu Megève zu einem wichtigen Ferienort entwickelt. Die Gemeinde ist sowohl auf den Sommertourismus als auch auf den Wintertourismus (verschiedene Bergbahnen und Skilifte) spezialisiert.
Die Ortschaft ist verkehrsmäßig gut erschlossen. Sie liegt an der Hauptstraße N212, die von Sallanches via Megève nach Albertville führt. Der nächste Anschluss an die Autobahn A40 befindet sich in einer Entfernung von rund 20 km.